# Cambás (España)
Cambás (llamada oficialmente San Pedro de Cambás) es una parroquia española del municipio de Aranga, en la provincia de La Coruña, Galicia.

## Organización territorial
La parroquia está formada por treinta y ocho entidades de población:
- Baltar
- Boade
- Brijeo (Brixeu)
- Cabodaldea (Cabo de Aldea)
- Caínzos (Os Caínzos)
- Casanova (A Casanova)
- Casacamiño
- Castro (O Castro)
- Costeiras (As Costeiras)
- Couce (O Couce)
- Edreiros (Os Edreiros)
- Espiñeira (A Espiñeira)
- Fojo (O Foxo)
- Fontela (A Fontela)
- Fragachá (A Fraga Chá)
- Gallado (O Gallado)
- Graña de Vilar (A Graña do Vilar)
- Hermida (A Ermida)
- Joacín (Xocín)
- Leiras (As Leiras)
- Lousa (A Lousa)
- Mahía (A Maía)
- Martínmouro (Martín Mouro)
- Montouto
- Negrelle
- Pena (A Pena)
- Portocabado (Portocavado)
- Portomazás
- Rilleira (A Rilleira)
- Sopazo
- Susarrón
- Tojiño (O Toxiño)
- Tolda (A Tolda)
- Tralorregueiro
- Ucheiras (As Ucheiras)
- Vide (A Vide)
- Vila (A Vila de Cambás)
- Vilar (O Vilar)

## Demografía
| Gráfica de evolución demográfica de Cambás entre 2000 y 2019 |
|                                                              |
| Datos según el nomenclátor publicado por el INE.             |